# Москаленко Тарас Васильович
Тарас Васильович Москаленко — підполковник Збройних сил України, учасник російсько-української війни, що відзначився під час російського вторгнення в Україну в 2022 році.

## Життєпис
З початку АТО на сході України в 2014 році брав участь у військових операціях в зоні бойових дій, обіймав посаду командира одного з танкових підрозділів, з 2019 року — заступник командира 3-го окремого полку спеціального призначення імені князя Святослава Хороброго (ОЦ СпО) з морально-психологічного забезпечення.

## Нагороди
- орден Богдана Хмельницького III ступеня (2022) — за особисту мужність і самовіддані дії, виявлені у захисті державного суверенітету та територіальної цілісності України, вірність військовій присязі[4].